# Greta Marturano
Greta Marturano (Cantù, 14 juni 1998) is een Italiaans wielrenster.

## Carrière
In 2018, als tweedejaars belofte, maakte Marturano de overstap naar S.C. Michela Fanini Rox. Datzelfde jaar maakte ze haar debuut in de Ronde van Italië, waar ze op plek 116 in het algemeen klassement eindigde. Twee jaar later won ze het jongerenklassement in de Wielerweek van Valencia.
In 2023 maakte Marturano de overstap naar het Belgische Fenix-Deceuninck. Dat voorjaar nam ze deel aan onder meer de Amstel Gold Race en Luik-Bastenaken-Luik. In de Ronde van Italië eindigde ze op de twintigste plaats, op ruim 24 minuten van winnares Annemiek van Vleuten. In 2024 werd ze elfde in de Waalse Pijl. Na twee jaar in Belgische dienst maakte ze in 2025 de overstap naar UAE Team ADQ. Haar debuut voor de ploeg maakte ze in de Tour Down Under, In maart van dat jaar won ze een etappe in de Ronde van Extremadura.

## Palmares

### Overwinningen
2020
Jongerenklassement Wielerweek van Valencia
2024
1e etappe deel B Ronde van Extremadura

### Resultaten in voornaamste wedstrijden
| Jaar | Ronde van Italië | Ronde van Frankrijk | Ronde van Spanje |
| ---- | ---------------- | ------------------- | ---------------- |
| 2018 | 116e             |                     |                  |
| 2019 | 101e             |                     |                  |
| 2020 | 60e              |                     |                  |
| 2021 | 37e              |                     |                  |
| 2022 | 23e              |                     |                  |
| 2023 | 20e              |                     |                  |
| 2024 | opgave           |                     | 22e              |
| 2025 | opgave           |                     | opgave           |

| Jaar | Amstel Gold Race | Luik-Bast.‑Luik |
| ---- | ---------------- | --------------- |
| 2018 |                  |                 |
| 2019 |                  |                 |
| 2020 |                  |                 |
| 2021 |                  |                 |
| 2022 |                  |                 |
| 2023 | 78e              | 87e             |
| 2024 | 69e              | 29e             |
| 2025 |                  | 52e             |

## Ploegen
- 2018 –  S.C. Michela Fanini Rox
- 2019 –  Top Girls Fassa Bortolo
- 2020 –  Top Girls Fassa Bortolo
- 2021 –  Top Girls Fassa Bortolo
- 2022 –  Top Girls Fassa Bortolo
- 2023 –  Fenix-Deceuninck
- 2024 –  Fenix-Deceuninck
- 2025 –  UAE Team ADQ

Alvarado · Cant · Couzens · de Baat · De Wilde · Kastelijn · Kuijpers · Martins · Marturano · Pieterse · Schrempf · Schweinberger · Stiasny · Truyen · Van de Velde · van der Heijden · van Zuthem · Worst · Wright
Alvarado · Cant · Couzens · De Wilde · Kastelijn · Kuijpers · Marturano · Perkins · Pieterse · Rooijakkers · Schrempf · Schweinberger · Stiasny · Truyen · van Alphen · van der Heijden · van Zuthem · Worst · Wright
al Sayegh · Amialiusik · Bäckstedt · Bertizzolo · Blasi (vanaf 14/5) · Chapman · Gasparrini · Gillespie · Holden · Ivanchenko · Longo Borghini · Magnaldi · Marturano · Neumanová · Persico · van Rooijen · Squiban · Swinkels · Włodarczyk